# Clethra fagifolia
Clethra fagifolia är en tvåhjärtbladig växtart som beskrevs av Carl Sigismund Kunth. Clethra fagifolia ingår i släktet Clethra och familjen Clethraceae. Utöver nominatformen finns också underarten C. f. bicolor.